# Diego Ferreira
Diego Ferreira, vollständiger Name Diego Ismael Ferreira Villa, (* 4. Mai 1985 in Montevideo) ist ein ehemaliger uruguayischer Fußballspieler.

## Karriere

### Verein
Der 1,82 Meter große Mittelfeldakteur Ferreira gehörte zu Beginn seiner Karriere von der Apertura 2005 bis Anfang August 2012 dem Kader von Defensor Sporting an. In diesem Zeitraum gewann seine Mannschaft in der Saison 2007/08 die uruguayische Meisterschaft. Für die Montevideaner bestritt er mindestens 49 Partien in der Primera División und traf dabei wenigstens achtmal ins gegnerische Tor (Saison 2008/09: ? Spiele/2 Tore; 2009/10: 4/1; 2010/11: 16/0; 2011/12: 28/5). Zudem kam er seit der Saison 2008/09 in zwölf Begegnungen der Copa Libertadores (kein Tor) und vier Aufeinandertreffen der Copa Sudamericana (kein Tor) zum Einsatz. Sodann wechselte er auf Leihbasis nach Argentinien zum CA Tigre, mit dem er die Finalspiele um die Copa Sudamericana 2012 im Dezember 2012 erreichte, allerdings mit seinen Mitspielern gegen den FC São Paulo in der zusammengerechneten Wertung beider Partien unterlag. Neunmal, darunter in den beiden Finalspielen, stand er in diesem Wettbewerb auf dem Platz und schoss zwei Tore. Auch lief er achtmal in der Copa Libertadores und 20-mal in der argentinischen Primera División für Tigre auf. Einen persönlichen Torerfolg konnte er dabei allerdings nicht verbuchen. Im Juli 2013 wurde Ferreira seitens Defensor erneut ausgeliehen. Neuer Arbeitgeber war nunmehr Atlético de Rafaela. Bei dem ebenfalls in Argentinien beheimateten Klub lief er in der Saison 2013/14 in 33 Erstligaspielen auf und erzielte zwei Treffer. Nach zwischenzeitlicher Rückkehr zu Defensor zur Jahresmitte 2014 setzte er im August jenes Jahres seine Karriere in Chile bei CD Antofagasta fort. In der Spielzeit 2014/15 wurde er 26-mal (zwei Tore) in der Primera División und fünfmal (kein Tor) in der Copa Chile eingesetzt. Im Juli 2015 wechselte er zurück nach Uruguay zum Erstligaaufsteiger Liverpool Montevideo. Für die Montevideaner bestritt er in der Saison 2015/16 20 Ligaspiele und schoss ein Tor. Im Juli 2016 schloss er sich dann dem Ligakonkurrenten Centro Atlético Fénix an.

### Nationalmannschaft
Ferreira war mindestens im Juni 2007 Mitglied der von Roland Marcenaro betreuten U-23-Auswahl Uruguays.

### Erfolge
- Uruguayischer Meister: 2007/08